# Adoxotoma
Adoxotoma is een geslacht van spinnen uit de familie springspinnen (Salticidae). 

## Soorten
De volgende soorten zijn bij het geslacht ingedeeld:
- Adoxotoma bargo Żabka, 2001
- Adoxotoma chionopogon Simon, 1909
- Adoxotoma embolica Gardzińska & Żabka, 2010
- Adoxotoma forsteri Żabka, 2004
- Adoxotoma hannae Żabka, 2001
- Adoxotoma justyniae Żabka, 2001
- Adoxotoma nigroolivacea Simon, 1909
- Adoxotoma nitida Gardzińska & Żabka, 2010
- Adoxotoma nodosa (L. Koch, 1879)
- Adoxotoma sexmaculata Gardzińska & Żabka, 2010